# Unicodeblock Lateinisch, erweitert-A
Der Unicodeblock Lateinisch, erweitert-A (Latin Extended-A, U+0100 bis U+017F) enthält die lateinischen Zeichen diverser ISO-Kodierungen, hauptsächlich ISO 8859 und ISO 6937. In Unicode 1.1 wurde auch das lange S hinzugefügt.

## Tabelle
| Unicodenummer | Zeichen (400 %) | Kategorie      | Bidirektionale Klasse | Offizielle Bezeichnung                      | Beschreibung                                               |
| ------------- | --------------- | -------------- | --------------------- | ------------------------------------------- | ---------------------------------------------------------- |
| U+0100 (256)  | Ā               | Großbuchstabe  | links nach rechts     | LATIN CAPITAL LETTER A WITH MACRON          | Lateinischer Großbuchstabe A mit Makron                    |
| U+0101 (257)  | ā               | Kleinbuchstabe | links nach rechts     | LATIN SMALL LETTER A WITH MACRON            | Lateinischer Kleinbuchstabe a mit Makron                   |
| U+0102 (258)  | Ă               | Großbuchstabe  | links nach rechts     | LATIN CAPITAL LETTER A WITH BREVE           | Lateinischer Großbuchstabe A mit Breve                     |
| U+0103 (259)  | ă               | Kleinbuchstabe | links nach rechts     | LATIN SMALL LETTER A WITH BREVE             | Lateinischer Kleinbuchstabe a mit Breve                    |
| U+0104 (260)  | Ą               | Großbuchstabe  | links nach rechts     | LATIN CAPITAL LETTER A WITH OGONEK          | Lateinischer Großbuchstabe A mit Ogonek                    |
| U+0105 (261)  | ą               | Kleinbuchstabe | links nach rechts     | LATIN SMALL LETTER A WITH OGONEK            | Lateinischer Kleinbuchstabe a mit Ogonek                   |
| U+0106 (262)  | Ć               | Großbuchstabe  | links nach rechts     | LATIN CAPITAL LETTER C WITH ACUTE           | Lateinischer Großbuchstabe C mit Akut                      |
| U+0107 (263)  | ć               | Kleinbuchstabe | links nach rechts     | LATIN SMALL LETTER C WITH ACUTE             | Lateinischer Kleinbuchstabe c mit Akut                     |
| U+0108 (264)  | Ĉ               | Großbuchstabe  | links nach rechts     | LATIN CAPITAL LETTER C WITH CIRCUMFLEX      | Lateinischer Großbuchstabe C mit Zirkumflex                |
| U+0109 (265)  | ĉ               | Kleinbuchstabe | links nach rechts     | LATIN SMALL LETTER C WITH CIRCUMFLEX        | Lateinischer Kleinbuchstabe c mit Zirkumflex               |
| U+010A (266)  | Ċ               | Großbuchstabe  | links nach rechts     | LATIN CAPITAL LETTER C WITH DOT ABOVE       | Lateinischer Großbuchstabe C mit Überpunkt                 |
| U+010B (267)  | ċ               | Kleinbuchstabe | links nach rechts     | LATIN SMALL LETTER C WITH DOT ABOVE         | Lateinischer Kleinbuchstabe c mit Überpunkt                |
| U+010C (268)  | Č               | Großbuchstabe  | links nach rechts     | LATIN CAPITAL LETTER C WITH CARON           | Lateinischer Großbuchstabe C mit Hatschek                  |
| U+010D (269)  | č               | Kleinbuchstabe | links nach rechts     | LATIN SMALL LETTER C WITH CARON             | Lateinischer Kleinbuchstabe c mit Hatschek                 |
| U+010E (270)  | Ď               | Großbuchstabe  | links nach rechts     | LATIN CAPITAL LETTER D WITH CARON           | Lateinischer Großbuchstabe D mit Hatschek                  |
| U+010F (271)  | ď               | Kleinbuchstabe | links nach rechts     | LATIN SMALL LETTER D WITH CARON             | Lateinischer Kleinbuchstabe d mit Hatschek                 |
| U+0110 (272)  | Đ               | Großbuchstabe  | links nach rechts     | LATIN CAPITAL LETTER D WITH STROKE          | Lateinischer Großbuchstabe D mit Querstrich                |
| U+0111 (273)  | đ               | Kleinbuchstabe | links nach rechts     | LATIN SMALL LETTER D WITH STROKE            | Lateinischer Kleinbuchstabe d mit Querstrich               |
| U+0112 (274)  | Ē               | Großbuchstabe  | links nach rechts     | LATIN CAPITAL LETTER E WITH MACRON          | Lateinischer Großbuchstabe E mit Makron                    |
| U+0113 (275)  | ē               | Kleinbuchstabe | links nach rechts     | LATIN SMALL LETTER E WITH MACRON            | Lateinischer Kleinbuchstabe e mit Makron                   |
| U+0114 (276)  | Ĕ               | Großbuchstabe  | links nach rechts     | LATIN CAPITAL LETTER E WITH BREVE           | Lateinischer Großbuchstabe E mit Breve                     |
| U+0115 (277)  | ĕ               | Kleinbuchstabe | links nach rechts     | LATIN SMALL LETTER E WITH BREVE             | Lateinischer Kleinbuchstabe e mit Breve                    |
| U+0116 (278)  | Ė               | Großbuchstabe  | links nach rechts     | LATIN CAPITAL LETTER E WITH DOT ABOVE       | Lateinischer Großbuchstabe E mit Überpunkt                 |
| U+0117 (279)  | ė               | Kleinbuchstabe | links nach rechts     | LATIN SMALL LETTER E WITH DOT ABOVE         | Lateinischer Kleinbuchstabe e mit Überpunkt                |
| U+0118 (280)  | Ę               | Großbuchstabe  | links nach rechts     | LATIN CAPITAL LETTER E WITH OGONEK          | Lateinischer Großbuchstabe E mit Ogonek                    |
| U+0119 (281)  | ę               | Kleinbuchstabe | links nach rechts     | LATIN SMALL LETTER E WITH OGONEK            | Lateinischer Kleinbuchstabe e mit Ogonek                   |
| U+011A (282)  | Ě               | Großbuchstabe  | links nach rechts     | LATIN CAPITAL LETTER E WITH CARON           | Lateinischer Großbuchstabe E mit Hatschek                  |
| U+011B (283)  | ě               | Kleinbuchstabe | links nach rechts     | LATIN SMALL LETTER E WITH CARON             | Lateinischer Kleinbuchstabe e mit Hatschek                 |
| U+011C (284)  | Ĝ               | Großbuchstabe  | links nach rechts     | LATIN CAPITAL LETTER G WITH CIRCUMFLEX      | Lateinischer Großbuchstabe G mit Zirkumflex                |
| U+011D (285)  | ĝ               | Kleinbuchstabe | links nach rechts     | LATIN SMALL LETTER G WITH CIRCUMFLEX        | Lateinischer Kleinbuchstabe g mit Zirkumflex               |
| U+011E (286)  | Ğ               | Großbuchstabe  | links nach rechts     | LATIN CAPITAL LETTER G WITH BREVE           | Lateinischer Großbuchstabe G mit Breve                     |
| U+011F (287)  | ğ               | Kleinbuchstabe | links nach rechts     | LATIN SMALL LETTER G WITH BREVE             | Lateinischer Kleinbuchstabe g mit Breve                    |
| U+0120 (288)  | Ġ               | Großbuchstabe  | links nach rechts     | LATIN CAPITAL LETTER G WITH DOT ABOVE       | Lateinischer Großbuchstabe G mit Überpunkt                 |
| U+0121 (289)  | ġ               | Kleinbuchstabe | links nach rechts     | LATIN SMALL LETTER G WITH DOT ABOVE         | Lateinischer Kleinbuchstabe g mit Überpunkt                |
| U+0122 (290)  | Ģ               | Großbuchstabe  | links nach rechts     | LATIN CAPITAL LETTER G WITH CEDILLA         | Lateinischer Großbuchstabe G mit Cedille                   |
| U+0123 (291)  | ģ               | Kleinbuchstabe | links nach rechts     | LATIN SMALL LETTER G WITH CEDILLA           | Lateinischer Kleinbuchstabe g mit Cédille                  |
| U+0124 (292)  | Ĥ               | Großbuchstabe  | links nach rechts     | LATIN CAPITAL LETTER H WITH CIRCUMFLEX      | Lateinischer Großbuchstabe H mit Zirkumflex                |
| U+0125 (293)  | ĥ               | Kleinbuchstabe | links nach rechts     | LATIN SMALL LETTER H WITH CIRCUMFLEX        | Lateinischer Kleinbuchstabe h mit Zirkumflex               |
| U+0126 (294)  | Ħ               | Großbuchstabe  | links nach rechts     | LATIN CAPITAL LETTER H WITH STROKE          | Lateinischer Großbuchstabe H mit Querstrich                |
| U+0127 (295)  | ħ               | Kleinbuchstabe | links nach rechts     | LATIN SMALL LETTER H WITH STROKE            | Lateinischer Kleinbuchstabe h mit Querstrich               |
| U+0128 (296)  | Ĩ               | Großbuchstabe  | links nach rechts     | LATIN CAPITAL LETTER I WITH TILDE           | Lateinischer Großbuchstabe I mit Tilde                     |
| U+0129 (297)  | ĩ               | Kleinbuchstabe | links nach rechts     | LATIN SMALL LETTER I WITH TILDE             | Lateinischer Kleinbuchstabe i mit Tilde                    |
| U+012A (298)  | Ī               | Großbuchstabe  | links nach rechts     | LATIN CAPITAL LETTER I WITH MACRON          | Lateinischer Großbuchstabe I mit Makron                    |
| U+012B (299)  | ī               | Kleinbuchstabe | links nach rechts     | LATIN SMALL LETTER I WITH MACRON            | Lateinischer Kleinbuchstabe i mit Makron                   |
| U+012C (300)  | Ĭ               | Großbuchstabe  | links nach rechts     | LATIN CAPITAL LETTER I WITH BREVE           | Lateinischer Großbuchstabe I mit Breve                     |
| U+012D (301)  | ĭ               | Kleinbuchstabe | links nach rechts     | LATIN SMALL LETTER I WITH BREVE             | Lateinischer Kleinbuchstabe i mit Breve                    |
| U+012E (302)  | Į               | Großbuchstabe  | links nach rechts     | LATIN CAPITAL LETTER I WITH OGONEK          | Lateinischer Großbuchstabe I mit Ogonek                    |
| U+012F (303)  | į               | Kleinbuchstabe | links nach rechts     | LATIN SMALL LETTER I WITH OGONEK            | Lateinischer Kleinbuchstabe i mit Ogonek                   |
| U+0130 (304)  | İ               | Großbuchstabe  | links nach rechts     | LATIN CAPITAL LETTER I WITH DOT ABOVE       | Lateinischer Großbuchstabe I mit Überpunkt                 |
| U+0131 (305)  | ı               | Kleinbuchstabe | links nach rechts     | LATIN SMALL LETTER DOTLESS I                | Lateinischer Kleinbuchstabe punktloses i                   |
| U+0132 (306)  | Ĳ               | Großbuchstabe  | links nach rechts     | LATIN CAPITAL LIGATURE IJ                   | Lateinische große Ligatur IJ                               |
| U+0133 (307)  | ĳ               | Kleinbuchstabe | links nach rechts     | LATIN SMALL LIGATURE IJ                     | Lateinische kleine Ligatur ij                              |
| U+0134 (308)  | Ĵ               | Großbuchstabe  | links nach rechts     | LATIN CAPITAL LETTER J WITH CIRCUMFLEX      | Lateinischer Großbuchstabe J mit Zirkumflex                |
| U+0135 (309)  | ĵ               | Kleinbuchstabe | links nach rechts     | LATIN SMALL LETTER J WITH CIRCUMFLEX        | Lateinischer Kleinbuchstabe j mit Zirkumflex               |
| U+0136 (310)  | Ķ               | Großbuchstabe  | links nach rechts     | LATIN CAPITAL LETTER K WITH CEDILLA         | Lateinischer Großbuchstabe K mit Cédille                   |
| U+0137 (311)  | ķ               | Kleinbuchstabe | links nach rechts     | LATIN SMALL LETTER K WITH CEDILLA           | Lateinischer Kleinbuchstabe k mit Cédille                  |
| U+0138 (312)  | ĸ               | Kleinbuchstabe | links nach rechts     | LATIN SMALL LETTER KRA                      | Lateinischer Kleinbuchstabe Kra                            |
| U+0139 (313)  | Ĺ               | Großbuchstabe  | links nach rechts     | LATIN CAPITAL LETTER L WITH ACUTE           | Lateinischer Großbuchstabe L mit Akut                      |
| U+013A (314)  | ĺ               | Kleinbuchstabe | links nach rechts     | LATIN SMALL LETTER L WITH ACUTE             | Lateinischer Kleinbuchstabe l mit Akut                     |
| U+013B (315)  | Ļ               | Großbuchstabe  | links nach rechts     | LATIN CAPITAL LETTER L WITH CEDILLA         | Lateinischer Großbuchstabe L mit Cédille                   |
| U+013C (316)  | ļ               | Kleinbuchstabe | links nach rechts     | LATIN SMALL LETTER L WITH CEDILLA           | Lateinischer Kleinbuchstabe l mit Cédille                  |
| U+013D (317)  | Ľ               | Großbuchstabe  | links nach rechts     | LATIN CAPITAL LETTER L WITH CARON           | Lateinischer Großbuchstabe L mit Hatschek                  |
| U+013E (318)  | ľ               | Kleinbuchstabe | links nach rechts     | LATIN SMALL LETTER L WITH CARON             | Lateinischer Kleinbuchstabe l mit Hatschek                 |
| U+013F (319)  | Ŀ               | Großbuchstabe  | links nach rechts     | LATIN CAPITAL LETTER L WITH MIDDLE DOT      | Lateinischer Großbuchstabe L mit Mittelpunkt               |
| U+0140 (320)  | ŀ               | Kleinbuchstabe | links nach rechts     | LATIN SMALL LETTER L WITH MIDDLE DOT        | Lateinischer Kleinbuchstabe l mit Mittelpunkt              |
| U+0141 (321)  | Ł               | Großbuchstabe  | links nach rechts     | LATIN CAPITAL LETTER L WITH STROKE          | Lateinischer Großbuchstabe L mit Schrägstrich              |
| U+0142 (322)  | ł               | Kleinbuchstabe | links nach rechts     | LATIN SMALL LETTER L WITH STROKE            | Lateinischer Kleinbuchstabe l mit Schrägstrich             |
| U+0143 (323)  | Ń               | Großbuchstabe  | links nach rechts     | LATIN CAPITAL LETTER N WITH ACUTE           | Lateinischer Großbuchstabe N mit Akut                      |
| U+0144 (324)  | ń               | Kleinbuchstabe | links nach rechts     | LATIN SMALL LETTER N WITH ACUTE             | Lateinischer Kleinbuchstabe n mit Akut                     |
| U+0145 (325)  | Ņ               | Großbuchstabe  | links nach rechts     | LATIN CAPITAL LETTER N WITH CEDILLA         | Lateinischer Großbuchstabe N mit Cédille                   |
| U+0146 (326)  | ņ               | Kleinbuchstabe | links nach rechts     | LATIN SMALL LETTER N WITH CEDILLA           | Lateinischer Kleinbuchstabe n mit Cédille                  |
| U+0147 (327)  | Ň               | Großbuchstabe  | links nach rechts     | LATIN CAPITAL LETTER N WITH CARON           | Lateinischer Großbuchstabe N mit Hatschek                  |
| U+0148 (328)  | ň               | Kleinbuchstabe | links nach rechts     | LATIN SMALL LETTER N WITH CARON             | Lateinischer Kleinbuchstabe n mit Hatschek                 |
| U+0149 (329)  | ŉ               | Kleinbuchstabe | links nach rechts     | LATIN SMALL LETTER N PRECEDED BY APOSTROPHE | Lateinischer Kleinbuchstabe n mit vorangehendem Apostroph  |
| U+014A (330)  | Ŋ               | Großbuchstabe  | links nach rechts     | LATIN CAPITAL LETTER ENG                    | Lateinischer Großbuchstabe Eng                             |
| U+014B (331)  | ŋ               | Kleinbuchstabe | links nach rechts     | LATIN SMALL LETTER ENG                      | Lateinischer Kleinbuchstabe Eng                            |
| U+014C (332)  | Ō               | Großbuchstabe  | links nach rechts     | LATIN CAPITAL LETTER O WITH MACRON          | Lateinischer Großbuchstabe O mit Makron                    |
| U+014D (333)  | ō               | Kleinbuchstabe | links nach rechts     | LATIN SMALL LETTER O WITH MACRON            | Lateinischer Kleinbuchstabe o mit Makron                   |
| U+014E (334)  | Ŏ               | Großbuchstabe  | links nach rechts     | LATIN CAPITAL LETTER O WITH BREVE           | Lateinischer Großbuchstabe O mit Breve                     |
| U+014F (335)  | ŏ               | Kleinbuchstabe | links nach rechts     | LATIN SMALL LETTER O WITH BREVE             | Lateinischer Kleinbuchstabe o mit Breve                    |
| U+0150 (336)  | Ő               | Großbuchstabe  | links nach rechts     | LATIN CAPITAL LETTER O WITH DOUBLE ACUTE    | Lateinischer Großbuchstabe O mit Doppelakut                |
| U+0151 (337)  | ő               | Kleinbuchstabe | links nach rechts     | LATIN SMALL LETTER O WITH DOUBLE ACUTE      | Lateinischer Kleinbuchstabe o mit Doppelakut               |
| U+0152 (338)  | Œ               | Großbuchstabe  | links nach rechts     | LATIN CAPITAL LIGATURE OE                   | Lateinische große Ligatur OE                               |
| U+0153 (339)  | œ               | Kleinbuchstabe | links nach rechts     | LATIN SMALL LIGATURE OE                     | Lateinische kleine Ligatur oe                              |
| U+0154 (340)  | Ŕ               | Großbuchstabe  | links nach rechts     | LATIN CAPITAL LETTER R WITH ACUTE           | Lateinischer Großbuchstabe R mit Akut                      |
| U+0155 (341)  | ŕ               | Kleinbuchstabe | links nach rechts     | LATIN SMALL LETTER R WITH ACUTE             | Lateinischer Kleinbuchstabe r mit Akut                     |
| U+0156 (342)  | Ŗ               | Großbuchstabe  | links nach rechts     | LATIN CAPITAL LETTER R WITH CEDILLA         | Lateinischer Großbuchstabe R mit Cédille                   |
| U+0157 (343)  | ŗ               | Kleinbuchstabe | links nach rechts     | LATIN SMALL LETTER R WITH CEDILLA           | Lateinischer Kleinbuchstabe r mit Cédille                  |
| U+0158 (344)  | Ř               | Großbuchstabe  | links nach rechts     | LATIN CAPITAL LETTER R WITH CARON           | Lateinischer Großbuchstabe R mit Hatschek                  |
| U+0159 (345)  | ř               | Kleinbuchstabe | links nach rechts     | LATIN SMALL LETTER R WITH CARON             | Lateinischer Kleinbuchstabe r mit Hatschek                 |
| U+015A (346)  | Ś               | Großbuchstabe  | links nach rechts     | LATIN CAPITAL LETTER S WITH ACUTE           | Lateinischer Großbuchstabe S mit Akut                      |
| U+015B (347)  | ś               | Kleinbuchstabe | links nach rechts     | LATIN SMALL LETTER S WITH ACUTE             | Lateinischer Kleinbuchstabe s mit Akut                     |
| U+015C (348)  | Ŝ               | Großbuchstabe  | links nach rechts     | LATIN CAPITAL LETTER S WITH CIRCUMFLEX      | Lateinischer Großbuchstabe S mit Zirkumflex                |
| U+015D (349)  | ŝ               | Kleinbuchstabe | links nach rechts     | LATIN SMALL LETTER S WITH CIRCUMFLEX        | Lateinischer Kleinbuchstabe s mit Zirkumflex               |
| U+015E (350)  | Ş               | Großbuchstabe  | links nach rechts     | LATIN CAPITAL LETTER S WITH CEDILLA         | Lateinischer Großbuchstabe S mit Cédille                   |
| U+015F (351)  | ş               | Kleinbuchstabe | links nach rechts     | LATIN SMALL LETTER S WITH CEDILLA           | Lateinischer Kleinbuchstabe s mit Cédille                  |
| U+0160 (352)  | Š               | Großbuchstabe  | links nach rechts     | LATIN CAPITAL LETTER S WITH CARON           | Lateinischer Großbuchstabe S mit Hatschek                  |
| U+0161 (353)  | š               | Kleinbuchstabe | links nach rechts     | LATIN SMALL LETTER S WITH CARON             | Lateinischer Kleinbuchstabe s mit Hatschek                 |
| U+0162 (354)  | Ţ               | Großbuchstabe  | links nach rechts     | LATIN CAPITAL LETTER T WITH CEDILLA         | Lateinischer Großbuchstabe T mit Cédille                   |
| U+0163 (355)  | ţ               | Kleinbuchstabe | links nach rechts     | LATIN SMALL LETTER T WITH CEDILLA           | Lateinischer Kleinbuchstabe t mit Cédille                  |
| U+0164 (356)  | Ť               | Großbuchstabe  | links nach rechts     | LATIN CAPITAL LETTER T WITH CARON           | Lateinischer Großbuchstabe T mit Hatschek                  |
| U+0165 (357)  | ť               | Kleinbuchstabe | links nach rechts     | LATIN SMALL LETTER T WITH CARON             | Lateinischer Kleinbuchstabe t mit Hatschek                 |
| U+0166 (358)  | Ŧ               | Großbuchstabe  | links nach rechts     | LATIN CAPITAL LETTER T WITH STROKE          | Lateinischer Großbuchstabe T mit Querstrich                |
| U+0167 (359)  | ŧ               | Kleinbuchstabe | links nach rechts     | LATIN SMALL LETTER T WITH STROKE            | Lateinischer Kleinbuchstabe t mit Querstrich               |
| U+0168 (360)  | Ũ               | Großbuchstabe  | links nach rechts     | LATIN CAPITAL LETTER U WITH TILDE           | Lateinischer Großbuchstabe U mit Tilde                     |
| U+0169 (361)  | ũ               | Kleinbuchstabe | links nach rechts     | LATIN SMALL LETTER U WITH TILDE             | Lateinischer Kleinbuchstabe u mit Tilde                    |
| U+016A (362)  | Ū               | Großbuchstabe  | links nach rechts     | LATIN CAPITAL LETTER U WITH MACRON          | Lateinischer Großbuchstabe U mit Makron                    |
| U+016B (363)  | ū               | Kleinbuchstabe | links nach rechts     | LATIN SMALL LETTER U WITH MACRON            | Lateinischer Kleinbuchstabe u mit Makron                   |
| U+016C (364)  | Ŭ               | Großbuchstabe  | links nach rechts     | LATIN CAPITAL LETTER U WITH BREVE           | Lateinischer Großbuchstabe U mit Breve                     |
| U+016D (365)  | ŭ               | Kleinbuchstabe | links nach rechts     | LATIN SMALL LETTER U WITH BREVE             | Lateinischer Kleinbuchstabe u mit Breve                    |
| U+016E (366)  | Ů               | Großbuchstabe  | links nach rechts     | LATIN CAPITAL LETTER U WITH RING ABOVE      | Lateinischer Großbuchstabe U mit übergesetztem Ringakzent  |
| U+016F (367)  | ů               | Kleinbuchstabe | links nach rechts     | LATIN SMALL LETTER U WITH RING ABOVE        | Lateinischer Kleinbuchstabe u mit übergesetztem Ringakzent |
| U+0170 (368)  | Ű               | Großbuchstabe  | links nach rechts     | LATIN CAPITAL LETTER U WITH DOUBLE ACUTE    | Lateinischer Großbuchstabe U mit Doppelakut                |
| U+0171 (369)  | ű               | Kleinbuchstabe | links nach rechts     | LATIN SMALL LETTER U WITH DOUBLE ACUTE      | Lateinischer Kleinbuchstabe u mit Doppelakut               |
| U+0172 (370)  | Ų               | Großbuchstabe  | links nach rechts     | LATIN CAPITAL LETTER U WITH OGONEK          | Lateinischer Großbuchstabe U mit Ogonek                    |
| U+0173 (371)  | ų               | Kleinbuchstabe | links nach rechts     | LATIN SMALL LETTER U WITH OGONEK            | Lateinischer Kleinbuchstabe u mit Ogonek                   |
| U+0174 (372)  | Ŵ               | Großbuchstabe  | links nach rechts     | LATIN CAPITAL LETTER W WITH CIRCUMFLEX      | Lateinischer Großbuchstabe W mit Zirkumflex                |
| U+0175 (373)  | ŵ               | Kleinbuchstabe | links nach rechts     | LATIN SMALL LETTER W WITH CIRCUMFLEX        | Lateinischer Kleinbuchstabe w mit Zirkumflex               |
| U+0176 (374)  | Ŷ               | Großbuchstabe  | links nach rechts     | LATIN CAPITAL LETTER Y WITH CIRCUMFLEX      | Lateinischer Großbuchstabe Y mit Zirkumflex                |
| U+0177 (375)  | ŷ               | Kleinbuchstabe | links nach rechts     | LATIN SMALL LETTER Y WITH CIRCUMFLEX        | Lateinischer Kleinbuchstabe y mit Zirkumflex               |
| U+0178 (376)  | Ÿ               | Großbuchstabe  | links nach rechts     | LATIN CAPITAL LETTER Y WITH DIAERESIS       | Lateinischer Großbuchstabe Y mit Trema                     |
| U+0179 (377)  | Ź               | Großbuchstabe  | links nach rechts     | LATIN CAPITAL LETTER Z WITH ACUTE           | Lateinischer Großbuchstabe Z mit Akut                      |
| U+017A (378)  | ź               | Kleinbuchstabe | links nach rechts     | LATIN SMALL LETTER Z WITH ACUTE             | Lateinischer Kleinbuchstabe z mit Akut                     |
| U+017B (379)  | Ż               | Großbuchstabe  | links nach rechts     | LATIN CAPITAL LETTER Z WITH DOT ABOVE       | Lateinischer Großbuchstabe Z mit Überpunkt                 |
| U+017C (380)  | ż               | Kleinbuchstabe | links nach rechts     | LATIN SMALL LETTER Z WITH DOT ABOVE         | Lateinischer Kleinbuchstabe z mit Überpunkt                |
| U+017D (381)  | Ž               | Großbuchstabe  | links nach rechts     | LATIN CAPITAL LETTER Z WITH CARON           | Lateinischer Großbuchstabe Z mit Hatschek                  |
| U+017E (382)  | ž               | Kleinbuchstabe | links nach rechts     | LATIN SMALL LETTER Z WITH CARON             | Lateinischer Kleinbuchstabe z mit Hatschek                 |
| U+017F (383)  | ſ               | Kleinbuchstabe | links nach rechts     | LATIN SMALL LETTER LONG S                   | Lateinischer Kleinbuchstabe langes s                       |